# Zvjezdani balzam
Zvjezdani balzam (lat. Zaluzianskya) biljni rod iz porodice strupnikovki kojemu pripada pedesetak vrsta mirisnog jednogodišnjeg raslinja, polugrmova i grmova. 
Rod je raširen po južnoj Africi.

## Etimologija
Zaluzianskya je dobila ime po Adamu Zalužanský ze Zalužanu, istaknutom češko-bohemskom botaničaru iz 16. stoljeća, (oko 1555. – 8. prosinca 1613.).

## Opis
Zaluzianskya je rod jednogodišnjih cvjetnica čiji oblik cvjetova nevjerojatno nalikuje floksu ili plamencu. Cvjetovi zamirišu kad padne mrak kako bi privukli oprašivače moljce, otuda i njezin narodni naziv, “noćni floks”. Kod vrsta koje se oprašuju danju, mirisa ima malo ili nimalo. U tijeku su istraživanja o ekološkim i evolucijskim odnosima između nekih članova roda i specijaliziranih oprašivača s dugim jezikom, posebice tyv. “moljaca jastrebova”, odnosno ljiljci koji lete noću (porodica Sphingidae) i muha iz porodica Nemestrinidae, Tabanidae i Bombyliidae. Čini se da su ljiljci koji lete dnevno, kao što je rod Macroglossum (obične golupke) također značajni oprašivači mnogih vrsta Zaluzianskya.

## Vrste
1. Zaluzianskya acrobareia Hilliard
2. Zaluzianskya acutiloba Hilliard
3. Zaluzianskya affinis Hilliard
4. Zaluzianskya angustifolia Hilliard & B.L.Burtt
5. Zaluzianskya bella Hilliard
6. Zaluzianskya benthamiana Walp.
7. Zaluzianskya capensis (L.) Walp.
8. Zaluzianskya chasmanthiflora (Hilliard) J.C.Manning & Goldblatt
9. Zaluzianskya chrysops Hilliard & B.L.Burtt
10. Zaluzianskya cohabitans Hilliard
11. Zaluzianskya collina Hiern
12. Zaluzianskya crocea Schltr.
13. Zaluzianskya diandra Diels
14. Zaluzianskya distans Hiern
15. Zaluzianskya divaricata (Thunb.) Walp.
16. Zaluzianskya elgonensis Hedberg
17. Zaluzianskya elongata Hilliard & B.L.Burtt
18. Zaluzianskya glandulosa Hilliard
19. Zaluzianskya glareosa Hilliard & B.L.Burtt
20. Zaluzianskya gracilis Hilliard
21. Zaluzianskya inflata Diels
22. Zaluzianskya isanthera Hilliard
23. Zaluzianskya kareebergensis Hilliard
24. Zaluzianskya karrooica Hilliard
25. Zaluzianskya katharinae Hiern
26. Zaluzianskya lanigera Hilliard
27. Zaluzianskya maritima (L.f.) Walp.
28. Zaluzianskya marlothii Hilliard
29. Zaluzianskya microsiphon (Kuntze) K.Schum.
30. Zaluzianskya minima (Hiern) Hilliard
31. Zaluzianskya mirabilis Hilliard
32. Zaluzianskya muirii Hilliard & B.L.Burtt
33. Zaluzianskya natalensis Bernh.
34. Zaluzianskya nemesioides Diels
35. Zaluzianskya oreophila Hilliard & B.L.Burtt
36. Zaluzianskya ovata (Benth.) Walp.
37. Zaluzianskya pachyrrhiza Hilliard & B.L.Burtt
38. Zaluzianskya parviflora Hilliard
39. Zaluzianskya peduncularis (Benth.) Walp.
40. Zaluzianskya pilosa Hilliard & B.L.Burtt
41. Zaluzianskya pilosissima Hilliard
42. Zaluzianskya pulvinata Killick
43. Zaluzianskya pumila (Benth.) Walp.
44. Zaluzianskya pusilla (Benth.) Walp.
45. Zaluzianskya regalis J.C.Manning & Goldblatt
46. Zaluzianskya rubrostellata Hilliard & B.L.Burtt
47. Zaluzianskya sanorum Hilliard
48. Zaluzianskya schmitziae Hilliard & B.L.Burtt
49. Zaluzianskya spathacea (Benth.) Walp.
50. Zaluzianskya sutherlandica Hilliard
51. Zaluzianskya synaptica Hilliard
52. Zaluzianskya tropicalis Hilliard
53. Zaluzianskya turritella Hilliard & B.L.Burtt
54. Zaluzianskya vallispiscis Hilliard
55. Zaluzianskya venusta Hilliard
56. Zaluzianskya villosa (Thunb.) F.W.Schmidt
57. Zaluzianskya violacea Schltr.